# Cable-Sharing
Als Cable-Sharing (engl., wörtlich Kabel-Teilen) bezeichnet man die Verwendung ungenutzter Adern eines Netzwerkkabels für eine zweite Netzwerkverbindung.
Ethernet über Twisted-Pair-Kabel verwendet bis zu einer Geschwindigkeit von 10 oder 100 Mbit/s nur vier der acht Adern, jedoch sind gewöhnlich alle acht Adern an der 8P8C-Dose angeschlossen. Bei einer vorhandenen Verkabelung, die mit nicht mehr als 100 Mbit/s betrieben wird, können daher bei einem Mangel an Ports die ungenutzten Adern eines Kabels (Adernpaare 1 und 4) mit Hilfe eines Adapters von einem zweiten Gerät (PC, Switch etc.) verwendet werden.
Cable-Sharing kann auch bewusst bei einer Netzwerk-Verkabelung eingeplant werden; allerdings ist das nicht empfehlenswert, da die Aderncodierung beim Zweitgerät vom Standard abweicht, was später bei Aufrüstungen/Umstellungen zu Problemen mit der Kompatibilität führen kann – Gigabit-Ethernet (1000BASE-T) benötigt alle acht Adern.

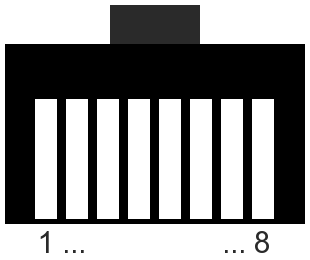
8P8C-Stecker, Ansicht von vorne auf den Stecker, Rastnase oben, Kontakte unten

| Signal | TIA-568A    | Vorschlag share | RJ-45-Stecker, Pin 1 links von vorn, Nase oben |
| ------ | ----------- | --------------- | ---------------------------------------------- |
| TX+    | grün weiß   | braun weiß      | 1                                              |
| TX−    | grün        | braun           | 2                                              |
| RX+    | orange weiß | blau weiß       | 3                                              |
| RX−    | orange      | blau            | 6                                              |

TX: Transmitter- bzw. Sende-Ader

RX: Receiver- bzw. Empfangs-Ader